# Diocesi di Numluli
La diocesi di Numluli (in latino Dioecesis Numlulitana) è una sede soppressa e sede titolare della Chiesa cattolica.

## Storia
Numluli, identificabile con Henchir-Mâtria nell'odierna Tunisia, è un'antica sede episcopale della provincia romana dell'Africa Proconsolare, suffraganea dell'arcidiocesi di Cartagine.
Sono due i vescovi attribuibili a Numluli. Il cattolico Aurelio intervenne alla conferenza di Cartagine del 411, che vide riuniti assieme i vescovi cattolici e donatisti dell'Africa romana; in quell'occasione la sede non aveva vescovi donatisti. Donaziano prese parte al concilio antimonotelita del 646.
Dal 1933 Numluli è annoverata tra le sedi vescovili titolari della Chiesa cattolica; dal 25 agosto 2022 il vescovo titolare è Alex Tharamangalam, vescovo ausiliare di Mananthavady.

## Cronotassi

### Vescovi
- Aurelio † (menzionato nel 411)
- Donaziano † (menzionato nel 646)

### Vescovi titolari
- François-Xavier Trân Thanh Khan † (14 ottobre 1965 - 2 ottobre 1976 deceduto)
- William Clifford Newman † (25 maggio 1984 - 20 maggio 2017 deceduto)
- Joseph Pamplany (1º settembre 2017 - 15 gennaio 2022 nominato arcieparca di Tellicherry)
- Alex Tharamangalam, dal 25 agosto 2022